# 日野資栄
日野 資栄（ひの すけよし）は、江戸時代前期の高家旗本。高家日野家初代。

## 略歴
元和4年（1618年）、旗本花房正栄の長男として誕生。母方の祖父・日野輝資の養子となる。
元和9年（1623年）、養父の死去により日野家が徳川家から与えられた近江国蒲生郡の領地を本家から分知され、江戸幕府旗本として別流・日野家を興す。3代将軍・徳川家光の治世に表高家衆に加えられる。天和3年（1683年）2月13日、高家職に就き、3月1日従四位下、伊予守に叙任する。貞享2年（1685年）4月5日、常陸国新治郡内で500石を加えられて、合計1530石となる。貞享3年（1686年）12月28日、侍従に任官する。元禄4年（1691年）12月4日高家を辞職し、寄合に列する。
元禄10年（1697年）7月6日隠居し、次男・資成に家督を譲る。勇心と号する。元禄11年（1698年）8月6日、死去。享年81。

## 系譜
- 父：花房正栄 - 花房正成の三男
- 母：日野輝資娘
- 養父：日野輝資
- 正室：堀親良娘
- 生母不明の子女
  - 男子：日野資政
  - 男子：日野資成
  - 男子：日野資長 - 資成養子。資成より先に死亡。
  - 女子：最上内膳の室 - 後に桂昌院の上臈
  - 女子：資成養女。長井正供の室。
  - 女子：資成養女。木村季林の室。